# Katsura Hashino
Katsura Hashino (橋野 桂?, Hashino Katsura; ...) è un autore di videogiochi giapponese.
È noto per essere stato il game director di Persona 3, Persona 4 e Persona 5.

## Carriera
Entrò in Atlus nel 1994 come game designer. In particolare, Hashino realizzò per Shin Megami Tensei if... il cosiddetto Guardian System, che sarà successivamente perfezionato e utilizzato come base per la serie Persona.
Nel 1999 esce sul Dreamcast Maken X, il suo primo videogioco da game director.
Nel 2003 Kazuma Kaneko decide di affidargli la direzione del nuovo Persona 3 dopo l'addio di Kouji Okada da Atlus. Come dichiarato in un'intervista, la serie Persona sembrava essere su un punto morto. Atlus, in difficoltà nell'ampliare il numero dei propri giocatori, era sull'orlo del fallimento e probabilmente questo sarebbe stato l'ultimo videogioco prodotto. Per cercare di evitarne la chiusura, Hashino decise di apportare significativi cambiamenti al gioco come, ad esempio, l'introduzione dei Social Link e delle statistiche sociali. Rispetto ai suoi predecessori, Persona 3 abbandonò i dungeon labirintici per adottare un unico dungeon (Tartarus) generato proceduralmente. Per l'occasione venne creato il Creative Department 2nd Production (rinominato P-Studio nel 2012). I dati di vendita premiarono le scelte di Hashino. Persona 3 vendette nella prima settimana in Giappone 127.472 copie.
Nel 2008 uscì Persona 4 e le copie vendute nello stesso periodo furono addirittura 211.214, quasi il doppio rispetto al capitolo precedente. Persona 4 fu all'epoca il capitolo della saga venduto più velocemente.
Nel 2011 iniziò lo sviluppo di Persona 5 ma già nel 2008 cominciarono i primi lavori preparatori. L’idea dei Phantom Thief non era ancora stata presa in considerazione e inizialmente il gioco doveva essere ambientato fuori dal Giappone. Annunciato ufficialmente il 24 novembre 2013 e pubblicato in Giappone il 15 settembre 2016, Persona 5 fu il titolo più venduto nella storia di Atlus.
Il 23 dicembre 2016 vengono rivelati alcuni dettagli di Project Re Fantasy, un nuovo RPG a tema fantasy completamente slegato dalla saga di Persona. Ad Hashino venne affidata la direzione del gioco e del nuovo Studio Zero. Uno degli obiettivi di questo nuovo progetto era quello di modernizzare il genere fantasy. L'ansia delle persone, il senso del viaggio e il conflitto tra le razze sarebbero stati i temi principali  trattati dal gioco.
Nello stesso anno abbandona il P-Studio e nel 2017 dichiara che non dirigerà lui il prossimo Persona.
Dopo un lungo periodo di silenzio, l'11 giugno 2023 viene ufficialmente annunciato Metaphor: ReFantazio.

## Videogiochi
| Anno | Titolo                                                    | Ruolo                 |
| ---- | --------------------------------------------------------- | --------------------- |
| 1994 | Shin Megami Tensei If…                                    | Game designer         |
| 1995 | Shin Megami Tensei: Devil Summoner                        | Game designer         |
| 1997 | Devil Summoner: Soul Hackers                              | Game designer         |
| 1999 | Maken X                                                   | Direttore             |
| 2001 | Maken Shao: Demon Sword                                   | Direttore             |
| 2003 | Shin Megami Tensei III: Nocturne                          | Direttore             |
| 2004 | Shin Megami Tensei III: Nocturne Maniax                   | Supervisore           |
| 2004 | Shin Megami Tensei: Digital Devil Saga                    | Produttore            |
| 2005 | Shin Megami Tensei: Digital Devil Saga 2                  | Produttore            |
| 2006 | Shin Megami Tensei: Persona 3                             | Direttore, Produttore |
| 2007 | Persona 3 FES                                             | Direttore, Produttore |
| 2008 | Shin Megami Tensei: Persona 4                             | Direttore, Produttore |
| 2008 | Devil Summoner 2: Raidou Kuzunoha vs. King Abaddon        | Supervisore           |
| 2008 | Shin Megami Tensei III: Nocturne Maniax Chronicle Edition | Supervisore           |
| 2009 | Persona 3 Portable                                        | Produttore            |
| 2011 | Catherine                                                 | Direttore, Produttore |
| 2012 | Persona 4 Golden                                          | Produttore            |
| 2012 | Persona 4 Arena                                           | Produttore            |
| 2014 | Persona Q: Shadow of the Labyrinth                        | Produttore            |
| 2014 | Persona 4 Arena Ultimax                                   | Produttore            |
| 2015 | Persona 4: Dancing All Night                              | Produttore            |
| 2016 | Persona 5                                                 | Direttore             |
| 2019 | Catherine: Full Body                                      | Produttore            |
| 2024 | Metaphor: ReFantazio                                      | Direttore             |